# Aldrig mer
Aldrig mer (spanska: Ni una más) är en spansk dramaserie som hade premiär den 31 maj 2024 på strömningstjänsten Netflix. Serien är skapad av José Manuel Lorenzo och Miguel Sáez Carral består av 8 avsnitt.

## Handling
Serien kretsar kring en 17-åring som uppmärksammar ett sexuellt övergrepp på sin skola.

## Rollista (i urval)
- Nicole Wallace – Alma
- Clara Galle – Greta
- Aïcha Villaverde – Nata
- José Pastor